# Virginia Mayo
Virginia Mayo (Saint Louis, Missouri, 30 de novembro de 1920 – Thousand Oaks, Califórnia, 17 de janeiro de 2005) foi uma atriz norte-americana.

## Vida e carreira

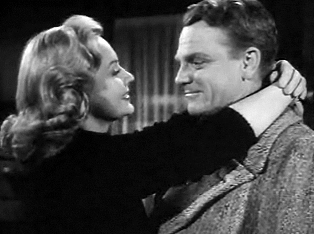
⠀⠀⠀⠀⠀⠀

Filha de um jornalista, Virginia desde cedo manifestou interesse pela vida artística; assim, aos seis anos foi matriculada na escola de arte dramática de uma de suas tias. Quando se formou no colegial, em 1937, já cantava na St. Louis Municipal Opera e participava de montagens do teatro amador, interpretando inclusive Shakespeare. Foi dançarina de vaudeville por três anos, até ser descoberta por um olheiro da Metro quando se apresentava na Broadway. Assinou contrato com Samuel Goldwyn, que inicialmente colocou-a em seu grupo de coristas, as "Goldwyn Girls". Após várias figurações, Virginia interpretou um dos personagens secundários de Jack London, de 1943, biografia romanceada do famoso escritor, estrelada por seu futuro marido Michael O'Shea.
Dona de uma beleza esfuziante em seus traços regulares, cabelos louros acinzentados e límpidos olhos verdes, Virginia foi verdadeiramente lançada no ano seguinte, ao lado de Bob Hope no sucesso The Princess and the Pirate. Com a popularidade estabelecida, atuou em Wonder Man (1945), o primeiro de seus cinco bem-sucedidos filmes com Danny Kaye  e teve papel importante, como a esposa infiel de Dana Andrews, no premiado drama The Best Years of Our Lives (1946). Brilhou também em The Secret Life of Walter Mitty (1947), outra de suas comédias com Danny Kaye e no noir White Heat, como a esposa traiçoeira de James Cagney.
Apesar de nunca ter sido uma atriz que dominasse todas as sutilezas da profissão, Virginia continuou querida pelas plateias no decorrer da década de 1950, atuando ao lado de grandes astros, como Burt Lancaster, Gregory Peck, Alan Ladd e Paul Newman, geralmente em filmes B de ação e aventura, dramas de crime, comédias e musicais. Já os amantes de westerns foram brindados com nada menos que doze produções, com destaque para Along the Great Divide/1951, com Kirk Douglas, e The Proud Ones/1956, com Robert Ryan. Entretanto, à medida que a década chegava ao fim, Virginia foi diminuindo o ritmo de trabalho. Apareceu pouco na televisão, geralmente em séries como Police Story e Murder She Wrote.
Em 1947, casou-se com Michael O'Shea, com quem viveu até à morte deste, em 1973, e com quem contracenou no cinema, TV, rádio e teatro. Tiveram uma única filha, Catherine Mary. O casal vivia a maior parte do tempo em Thousand Oaks, Califórnia, onde Virginia faleceu em 17 de maio de 2005, vitimada por uma pneumonia.

## Filmografia[1]
Estão listados apenas os filmes em que a atriz foi creditada.
| Ano  | Nome original                            | Nome PT/BR                              | Nome PT/PT                        | Notas                |
| ---- | ---------------------------------------- | --------------------------------------- | --------------------------------- | -------------------- |
| 1943 | Jack London                              | Jack London                             |                                   |                      |
| 1944 | The Princess and the Pirate              | A Princesa e o Pirata                   | A Princesa e o Pirata             |                      |
| 1944 | Seven Days Ashore                        | Dias de Licença                         |                                   |                      |
| 1945 | Wonder Man                               | Um Rapaz do Outro Mundo                 | O Super-Homem                     |                      |
| 1946 | The Kid from Brooklyn                    | Um Tigre Domesticado                    |                                   |                      |
| 1946 | The Best Years of Our Lives              | Os Melhores Anos de Nossas Vidas        | Os Melhores Anos das Nossas Vidas |                      |
| 1947 | The Secret Life of Walter Mitty          | O Homem de Oito Vidas                   | O Homem das Sete Vidas            |                      |
| 1947 | Out of the Blue                          |                                         |                                   |                      |
| 1948 | Smart Girls Don't Talk                   |                                         |                                   |                      |
| 1948 | A Song Is Born                           | A Canção Prometida                      | O Professor de Música             |                      |
| 1949 | The Girl from Jones Beach                | A Vênus da Praia                        |                                   |                      |
| 1949 | Flaxy Martin                             |                                         |                                   |                      |
| 1949 | Colorado Territory                       | Golpe de Misericórdia                   | Golpe de Misericórdia             |                      |
| 1949 | Red Light                                | Desafiando o Perigo                     |                                   |                      |
| 1949 | White Heat                               | Fúria Sanguinária                       |                                   |                      |
| 1949 | Always Leave Them Laughing               | O Mundo de um Palhaço                   |                                   |                      |
| 1950 | Backfire                                 | Alguém Deixou Este Mundo                |                                   |                      |
| 1950 | The Flame and the Arrow                  | O Gavião e a Flecha                     |                                   |                      |
| 1950 | The West Point Story                     | Conquistando West Point                 | Os Cadetes Divertem-se            |                      |
| 1951 | Along the Great Divide                   | Embrutecidos pela Violência             | A Caminho da Forca                |                      |
| 1951 | Captain Horatio Hornblower               | O Falcão dos Mares                      | Epopeia nos Mares                 |                      |
| 1951 | Painting the Clouds with Sunshine        | Garotas e Melodias                      |                                   |                      |
| 1951 | Starlift                                 | Estrelas em Desfile                     |                                   |                      |
| 1952 | She's Working Her Way Through College    | O Professor e a Corista                 |                                   |                      |
| 1952 | The Iron Mistress                        | Nenhuma Mulher Vale Tanto               |                                   |                      |
| 1953 | Devil's Canyon                           | Mais Forte Que a Lei                    |                                   |                      |
| 1953 | She's Back on Broadway                   | Vivendo sem Amor                        |                                   |                      |
| 1953 | South Sea Woman                          | Furacão de Emoções                      |                                   |                      |
| 1954 | King Richard and the Crusaders           | Ricardo Coração de Leão                 |                                   |                      |
| 1954 | The Silver Chalice                       | O Cálice Sagrado                        | O Cálice de Prata                 |                      |
| 1955 | Pearl of the South Pacific               | A Sereia dos Mares do Sul               |                                   |                      |
| 1956 | Congo Crossing                           | Congotanga, Refúgio dos Proscritos      |                                   |                      |
| 1956 | Great Day in the Morning                 | Pelo Sangue de Nossos Irmãos            | Dívida Amarga                     |                      |
| 1956 | The Proud Ones                           | À Borda da Morte                        |                                   |                      |
| 1957 | The Story of Mankind                     | A História da Humanidade                | A História da Humanidade          |                      |
| 1957 | The Big Land                             | Encontro com o Diabo                    | A Terra Próspera                  |                      |
| 1957 | The Tall Stranger                        | Audácia de um Estranho                  |                                   |                      |
| 1958 | Fort Dobbs                               | O Rifle de 15 Tiros                     | Vencer ou Morrer                  |                      |
| 1959 | Westbound                                | Um Homem de Coragem                     |                                   |                      |
| 1959 | Jet Over the Atlantic                    | Momentos de Aflição                     |                                   |                      |
| 1960 | McGarry and His Mouse                    |                                         |                                   | TV; piloto de sitcom |
| 1961 | La Rivolta dei Mercenari                 |                                         |                                   | Produção italiana    |
| 1965 | Young Fury                               | A Vingança do Foragido                  |                                   |                      |
| 1966 | Castle of Evil                           | O Maldito Castelo de Mondego            |                                   |                      |
| 1967 | Fort Utah                                | A Quadrilha dos Renegados               |                                   |                      |
| 1975 | Fugitive Lovers                          |                                         |                                   |                      |
| 1976 | Won Ton Ton, the Dog Who Saved Hollywood | Won Ton Ton, O Cão Que Salvou Hollywood |                                   |                      |
| 1978 | French Quarter                           |                                         |                                   |                      |
| 1979 | Haunted                                  |                                         |                                   |                      |
| 1990 | Evil Spirits                             |                                         |                                   |                      |
| 1993 | Midnight Witness                         |                                         |                                   |                      |
| 1997 | The Man Next Door                        |                                         |                                   |                      |